# Freedom (chanson de Globe)
Pour les articles homonymes, voir Freedom.
Singles de Globe
Departures
(1996) Is This Love
(1996)
Freedom (écrit en capitales : FREEDOM) est le cinquième single du groupe Globe.

## Présentation
Le single, coécrit, composé et produit par Tetsuya Komuro, sort le 27 mars 1996 au Japon sur le label Avex Globe de la compagnie Avex, au format mini-CD single de 8 cm de diamètre (alors la norme pour les singles dans ce pays), trois mois seulement après le précédent single du groupe, Departures. Il atteint la troisième place du classement des ventes de l'Oricon, et reste classé pendant dix semaines. Il se vend à près de 500 000 exemplaires, et restera le dixième single le plus vendu du groupe.
La chanson-titre du single est utilisée comme thème musical dans une publicité pour la compagnie de téléphonie KDDI ; sa version instrumentale figure aussi sur le single, ainsi qu'une version remixée. Elle figurera dans une version remaniée sur le premier album homonyme du groupe, Globe, qui ne sort que quatre jours plus tard, ainsi que par la suite sur ses compilations Cruise Record de 1999, Globe Decade de 2005, Complete Best Vol.1 de 2007, et 15 Years -Best Hit Selection- de 2010. 
Elle sera aussi remixée sur ses albums de remix Euro Global de 2000, Global Trance de 2001, Global Trance Best de 2003, House of Globe de 2011, et EDM Sessions de 2013.

## Liste des titres
Toutes les chansons sont écrites, composées et arrangées par Tetsuya Komuro (coécrites par Marc), et mixées par Dave Ford.
| CD    | CD                                              | CD                    | CD    | CD | CD | CD | CD | CD | CD |
| No    | Titre                                           | Description           | Durée |    |    |    |    |    |    |
| ----- | ----------------------------------------------- | --------------------- | ----- | -- | -- | -- | -- | -- | -- |
| 1.    | Freedom (Radio Edit) (FREEDOM (RADIO EDIT))     | Version originale     | 4:45  |    |    |    |    |    |    |
| 2.    | Freedom (Extended Mix) (FREEDOM (EXTENDED MIX)) | Version remixée       | 6:51  |    |    |    |    |    |    |
| 3.    | Freedom (TV Mix) (FREEDOM (TV MIX))             | Version instrumentale | 4:43  |    |    |    |    |    |    |
| 16:19 |                                                 |                       |       |    |    |    |    |    |    |